# Oxazolidine
L'oxazolidine est l'hétérocycle à cinq atomes contenant trois atomes de carbone, un d'azote et un d'oxygène, ces deux derniers étant en position méta (1,3). C'est le composé parent de la famille des oxazolidines, dérivés qui contiennent donc cet hétérocycle avec les deux hétéroatomes en position 1,3. S'ils sont en position 1,2, le dérivé est alors un isoxazolidine.
Tous les atomes de carbone de l'oxazolidine sont réduits (contrairement à l'oxazole et à l'oxazoline (en)). Certains de ses dérivés comme les oxazolidinedione (en) sont utilisés comme antiépileptique.

## Bisoxazolidine
Les bisoxazolidines sont constitués de deux cycles oxazolidine et ils sont utilisés comme diluant réactif pour les peintures polyuréthane. Ces cycles s'hydrolysent en présence d'humidité en groupes amine et hydroxyle (alcool), qui peuvent alors réagir avec les diisocyanates pour renforcer le revêtement.

## Isoxazolidine
Dans l'isoxazolidine (IUPAC : 1,2-oxazolidine) et ses dérivés, les atomes d'azote et d'oxygène occupent les positions 1,2 dans le cycle:
L'isoxazolidine est le dérivé isoxazole saturé.